# Vatten och avlopp i Goulburn

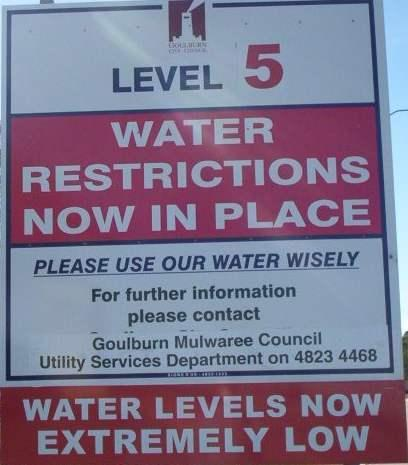
En skylt i Goulburn som varslar om förbud mot vissa sorters vattenanvändning. Bilden är tagen 2006, under en långvarig torka.

Vatten och avlopp i Goulburn (New South Wales, Australien) har funnits, i modern bemärkelse, sedan stadens första vattenverk togs i bruk 1886 och dess första reningsverk togs i bruk 1919. Tidigare hämtades vatten ur brunnar och pumpar utmed Mulwaree River. I och med ibruktagandet av det första vattenverket har Wollondilly River och dess bifloder varit viktigare än Mulwaree River för Goulburns vattenförsörjning. För järnvägsbruk var dock Mulwaree River det viktigare vattendraget ända tills lokstationen South Goulburn anslöts 1967 till stadsvattnet.
Sedan anläggandet av vattenverket och tillhörande Marsden Weir har Goulburns vatteninfrastruktur byggts ut successivt. Överfallsvärnet Rossi Weir samt dammbyggnaderna Sooley Dam och Pejar Dam anlades mellan 1915 och 1979. En 81 kilometer lång vattenledning. som förser Goulburn med råvatten från Wingecarribee Reservoir. togs i bruk oktober 2011. Ett nytt reningsverk anlades under sent 2010-tal och renat avloppsvatten används sedan 2022 till konstbevattning av flera sportanläggningar. Staden har ungefär 289 kilometer avloppsledningar och 266 kilometer vattenledningar.

## Bakgrund

### Goulburns grundning och tidiga historia
Den europeiska befolkningens första upptäcktsresa till trakten runt Goulburn skedde 1798. Sedan dröjde det tills 1810-talet förrän de återkom till området, med årliga besök 1814–1818. Bland de som rest till området under 1810-talet var James Meehan som 1820 var åter i trakten, denna gång i sällskap av guvernör Lachlan Macquarie. Paret passerade det som senare skulle bli stadsdelen Eastgrove och slog läger nära platsen för Landsdown Bridge. Platsen för själva Goulburn besöktes för första gången detta år. Under decenniet efter Meehan och Macquaries besök etablerades minst 20 stationer sysslande med såväl får- som boskapsproduktion i trakten. Flera bedrevs av söner till jordägare bosatta i Sydney.
De första personer av betydelse för Goulburns grundning att bosätta sig i området kom till trakten cirka 1825. En stadsplan för orten, då benämnd Goulburn Plains, bereddes 1828 och stadfästes året därpå. På förslag av en lantmätare ditskickad för att staka ut desseinen stadfästes en större plan 1 oktober 1829. Båda planer tros ha sitt ursprung i ett förslag att få före detta soldater att bosätta sig i Goulburn. Utöver detta har det konstaterats att trakten trängde en stad som kunde agera som handels- och förvaltningscentrum. Ortens läge nära sammanflödet av Wollondilly River och Mulwaree River gjorde den såbar för översvämningar. Av denna anledning beordrade kolonins guvernör under ett besök i juni 1832 en flyttning mot sydväst. En dessein för stadens nya läge stadfästes året därpå.
Kommunikationer med staden förbättrades under 1830-talet. Då trakten runt Goulburn visade sig särskilt lämpligt för ullproduktion växte staden för att sköta denna industri. Ett fängelse och en domstolsbyggnad (där två domstolsinsatser fann plats), båda av större art, anlades på 1840-talet. Goulburn blev 1863 stiftsstad för anglikanska kyrkan i Australien. Rättigheten hade utfärdats av Viktoria av Storbritannien i ett kungligt brev. Stadens första vattenverk togs i bruk 1886, och år 1891 uppgick Goulburns befolkningsantal till 10 916. År 1921, två år efter stadens första reningsverk hade tagits i bruk, uppgick befolkningsantalet till 12 715.

### Hydrologi

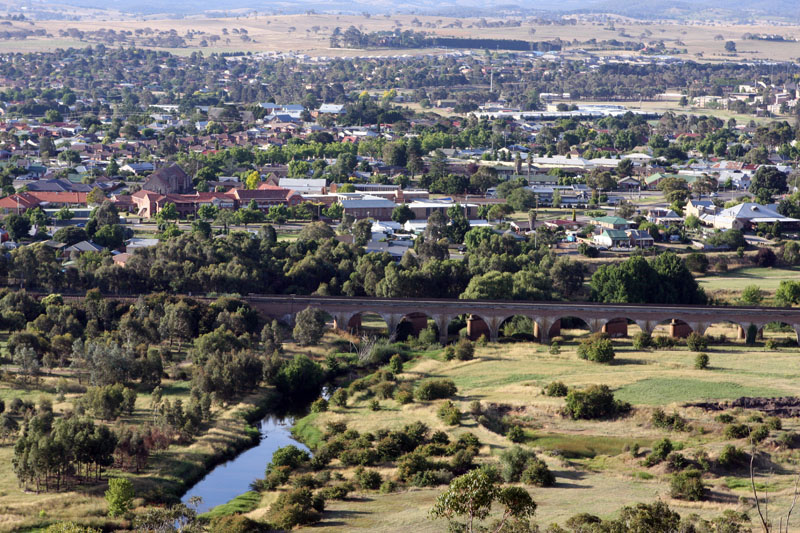
Mulwaree River och järnvägsbron över den i Goulburn 7 januari 2012.

Goulburn ligger omedelbart uppströms av sammanflödet av floderna Mulwaree River och Wollondilly River. Mulwaree River har dess källa cirka tre kilometer nordväst om Mount Fairy Railway Station. Floden löper cirka 68 kilometer norrut mot Goulburn där den möter Wollondilly River. Uppströms av Goulburn har vattendraget ett avrinningsområde på 770 kvadratkilometer. Wollondilly River har dess ursprung i den södra delen av Blue Mountains och löper först söderut och sedan österut för att nå Goulburn. Uppströms av Rossi Weir i Goulburn är dess avrinningsområde 708 kvadratkilometer. Wollondilly River fortsätter mot Lake Burragorang som är en del av Sydneys vattenförsörjning.
Avseende grundvatten ligger staden i det 8 175,31 kvadratkilometerstora området Goulburn Fractured Rock Groundwater Source. I stort sett lämpar sig områdets grundvatten för hushållsbruk, jordbruk och i begränsad utsträckning även industribruk. Det finns dock vissa områden nära Goulburn där grundvattnet har hög salinitet. Det finns en ganska jämn fördelning av brunnar i området, dock med tätare förekomst runt större orter såsom Goulburn. Åren 1921–1995 beräknades området att ha en genomsnittlig årlig regnmängd på strax under 6,5 biljoner liter. Av detta beräknades strax under 0,26 biljoner liter gå åt grundvattnets påfyllning. Det har föreslagits att slå ihop Goulburn Fractured Rock Groundwater Source med Coxs River Fractured Rock Groundwater Source för att bilda Lachlan Fold Belt Greater Metropolitan Groundwater Source. Sammanslagningen skulle möjliggöra vattenhandel mellan de två tidigare områdena. Förändringen är planerad att träda i kraft senast 1 juli 2023.

### Vattenförvaltning
Vatten i New South Wales regleras av lagarna Water Act 1912 och Water Management Act 2000. Ytterligare tre lagar gäller för vatten i Storsydney. Vattenmyndigheten Water NSW har ett avtal att förse kommunen Goulburn Mulwaree Council med råvatten. Vattnet måste uppfylla vissa kriterier som går ut på kommunens förmåga att rena vattnet så att det uppfyller kraven i Australian Drinking Water Guidelines.

## Vattenförsörjning

### De första källorna
Stadens första vatteninfrastruktur bestod av två brunnar och pumpar utmed Mulwaree River. Infrastrukturen var anlagd av Zachariah Hawkins på uppdrag av och benämnd efter John Blackshaw. Från dessa källor forslades vattnet till Market Square, sedermera Belmore Park, för försäljning. Järnvägen från Sydney, invigd 1869, anlades på en markremsa mellan staden och floden. Detta försvårade åtkomst till brunnarna. Mellan 1856 och 1875 föreslogs flera förbättringar till stadens vattenförsörjning, inklusive reservoarer och ett vattenverk, men samtliga gick om intet.

### Goulburn Pumping Station och Marsden Weir

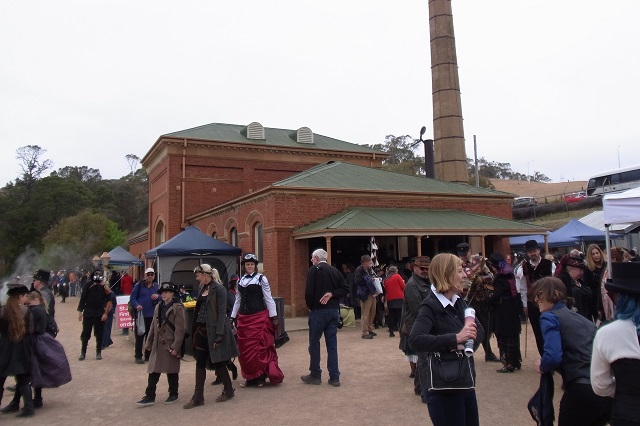
Goulburn Pumping Station cirka 2019.

Kolonins regeringen lät 1877 utreda Goulburns vattenförsörjning. Utredningen granskade fyra förslag och trots att alla ansågs ha svagheter rekommenderade ett förslag som gick ut på att hämta vatten ur Wollondilly River. Svagheten med Wollondilly River som källa var att floden kunde sluta rinna under långvarig torka. Arbetet omfattade ett överfallsvärn, Marsden Weir, i Wollondilly River och ett vattenverk. Bygget fördröjdes av försenad leverans av utrustning som beställts från England.
Januari 1886 hade bygget fortskridit så pass långt att vatten kunde pumpas till en reservoar. Ledningsnätet hade dock vid det här laget inte fullbordats. Vattenverket överfördes från Public Works Department till kommunen 1 mars 1887 och blev stadens huvudvattenkälla året därpå. Initialt bedrevs anläggningen med ångkraft men till följd av stigande efterfrågan monterades även hästdrivna pumpar. Elpumpar installerades 1918 och gjorde vattenverket till en av de första i delstaten med sådan utrustning. Den sista ångmaskinen togs ur bruk 1932. Vattenverket fortsatte i bruk fram till 1977 då det ersattes av Rossi Weir Pump Station. Efter dess blev verket ett museum.

### Rossi Weir och Sooley Dam
Trakten befann sig i torka 1899 och vattnet i Marsden Weir tog detta år helt slut. Marsden Weirs otillräcklighet att tillgodose Goulburns vattenbehov ledde till flera förslag på att utöka stadens vatteninfrastruktur. Bland dessa var ett förslag framlagt 1910 på att anlägga en vattenledning mellan Goulburn och Pejar som avslogs. Kommunen mottog i mars 1909 en rapport som anbefallde en dammbyggnad i Wollondilly River nära Rossi's Bridge. Rossi Weir anlades 1915. Dess kapacitet är 330 miljoner liter.
Sooley Dam började anläggas 1928 och färdigställdes 1930. Sooley Dam anlades som ytterligare ett försök att trygga Goulburns vattenförsörjning. Dammen har ett avrinningsområde på 126 kvadratkilometer. Dess kapacitet är 6,250 miljarder liter. Sooley Dam har sedan upprustats flera gånger. Under två upprustningskampanjer som avslutades 2005 respektive 2010 höjdes dammen och försågs även med stödpelare och nya utskov.

### Goulburn Water Treatment Plant och ledningsnätet
Efter bygget av Sooley Dam hade turbiditeten av Goulburns vatten ökat. Kommunen lät 1936 undersöka om det gick att filtrera vattnet, men med anledning av andra världskriget inte genomförde någon åtgärd. År 1945 bereddes planer för ett nytt vattenverk och bygge av detsamma inleddes januari 1947. Att bygget inte kom igång tidigare berodde på att kommunen avslog anbud. Detta eftersom anbudet ansågs av Public Works Department att vara för dyrt. Efter dess anförtroddes bygget åt Public Works Department. Sedan följde flera förseningar som orsakades av regn och utebliven leverans av takstolar. En kommunfullmäktigeledamot kommenterade i februari 1952 att vattenverket var "ett storslaget monument över Public Work Departments ineffektivitet." Anläggningen togs i bruk 26 november 1953. Efter en utbyggnation 1975 har anläggningen en kapacitet på 32,5 miljoner liter om dagen. Vattenverket, Goulburn Water Treatment Plant, kan förses med vatten ur Rossi Weir eller Sooley Dam. Båda pumpas via Rossi Weir Pump Station. Övrig vatteninfrastruktur i Goulburn utgörs 2022 av 10 vattenreservoarer, ungefär 266 kilometer vattenledningar och 3 pumpstationer.

### Pejar Dam och Rossi Weir Pump Station

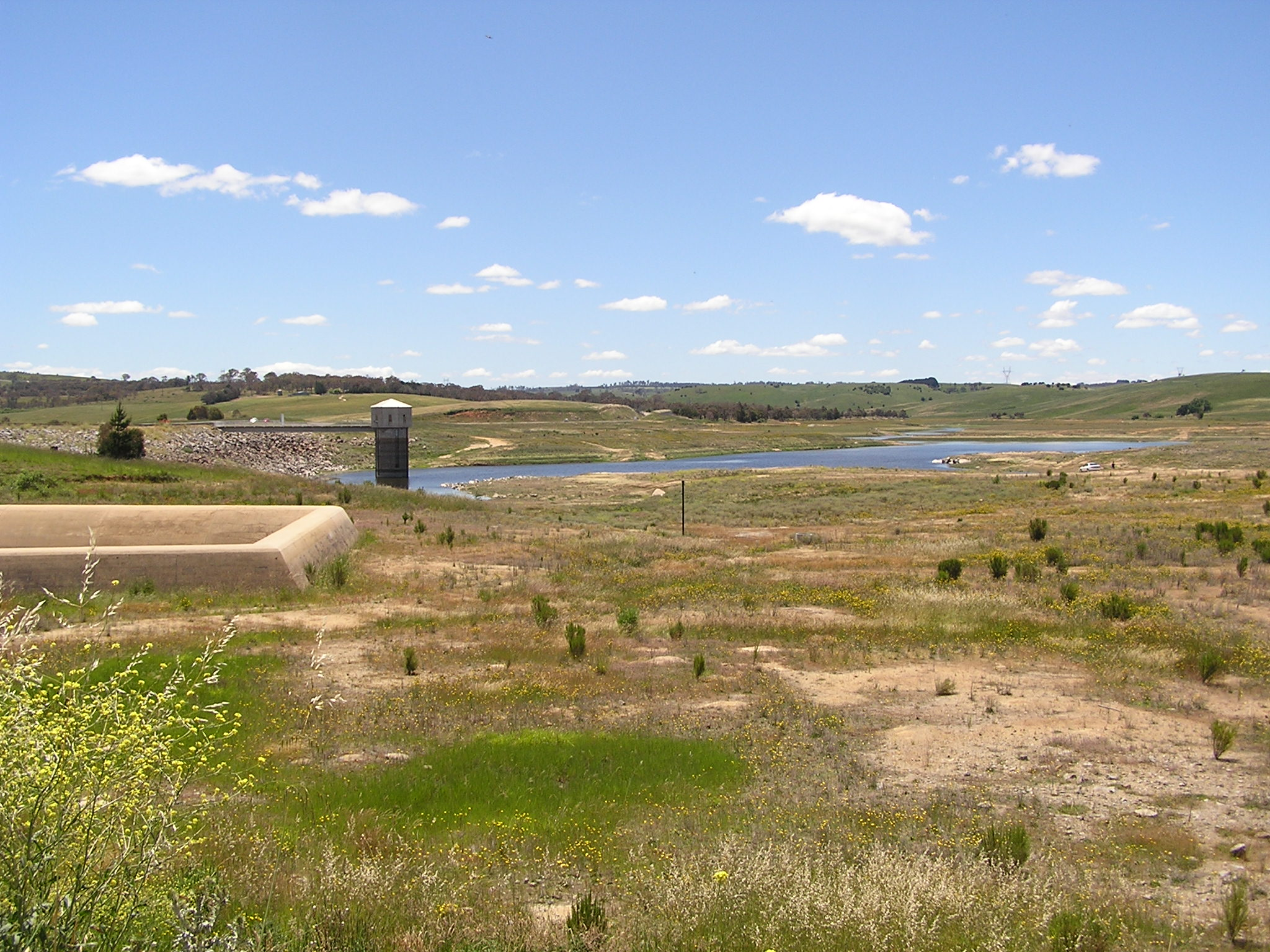
Pejar Dam i november 2005 under en långvarig torka.

Goulburns vattentrygghet var år 1945 ännu en gång föremål för utredning. Delstatens Public Works Department granskade flera alternativ som gick ut på bygga ut Sooley Dam eller att anlägga en ny dammbyggnad i Shoalhaven River, Wollondilly River eller Heffernans Creek. Det mest fördelaktiga alternativet ansågs att anlägga en damm i Wollondilly River i närheten av Pejar. Kommunen beslutade 1954 att inte anlägga dammen. Kommunen beslutade under 1970-talet att anlägga Pejar Dam, och dammen anlades 1979. Dammen har ett avrinningsområde på 143 kvadratkilometer och ett kapacitet är 9 miljarder liter. Avrinningsområdet har i syd en gemensam gräns med Sooley Dams avrinningsområdet. Dammen är belägen 54 kilometer uppströms av Rossi Weir.
En ny pumpstation, Rossi Weir Pump Station, togs i bruk 1977 och ledde till att Goulburn Pumping Station stängdes. Pumpstationen har tre pumpar som kan användas för att pumpa vatten ur Rossi Weir till Sooley Dam, där det lagras för senare bruk, eller Goulburn Water Treatment Plant.

### Millennium drought och Highlands Source Pipeline

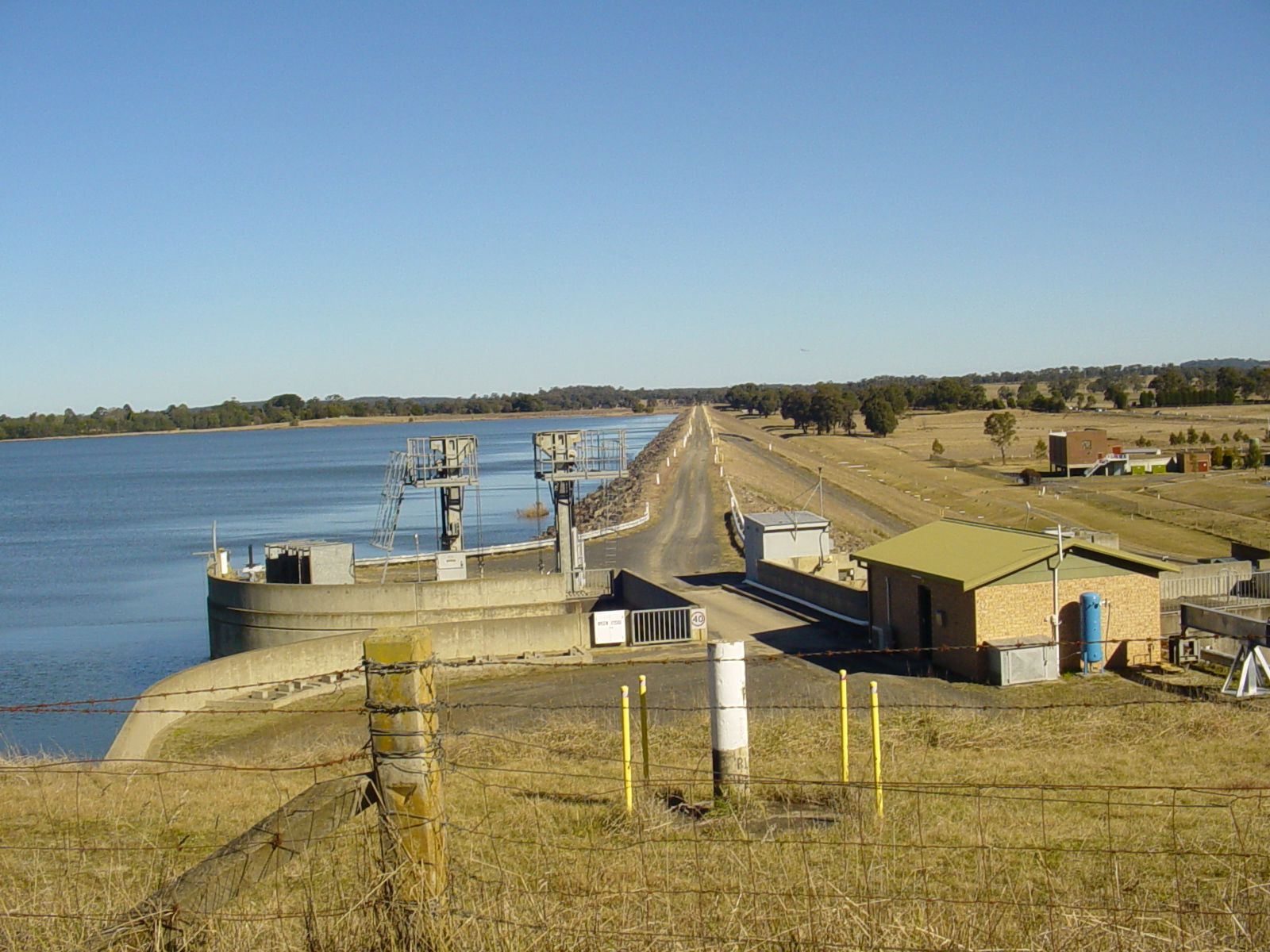
Wingecarribee Reservoir, i bilden sedd 17 juli 2010, kan förse Goulburn med råvatten genom Highlands Source Pipeline.

Millennium drought var en torka som drabbade delar av sydöstra och sydvästra Australien åren 1997–2009. I juni 2005 befann sig 91 procent av New South Wales i torka och flera av delstatens orter hade nästan slut på vatten. För att trygga Goulburns vattenförsörjning vidtogs flera åtgärder. I juni 2005 meddelade delstatsregeringen att den skulle bekosta en vattenledning mellan Mulwaree River och Sooley Dam. Samtidigt som detta besked kom förväntades att arbetet med att utöka Sooley Dams kapacitet skulle färdigställas september samma år. En månad tidigare hade kommunen börjat anlägga brunnar vid Kingsdale borefield.
Copford Reach Pipeline innebar bygget en vattenledning på 9 kilometer mellan Copford Reach i Wollondolly River och Sooley Dam. Ledningen togs i bruk augusti 2006 och hade en kapacitet på 3,5 miljoner liter per dag. Året därpå var Copford Reach Pipeline igenproppad av Myriophyllum muricatum och gick inte längre att använda. Enligt Neil Penning, en före detta kommunfullmäktigeledamot i Goulburn Mulwaree, användes Copford Reach Pipeline i 72 dagar och transporterade 190 miljoner liter vatten. Delar av ledningen har monterats bort. Hämtning av vatten från brunnarna i Kingsdale upphörde juni 2007. Båda åtgärder har senare beskrivits som "ganska konstiga".
En konsultfirma tillsammans med delstatens regering beslutade att stadens vattenförsörjning kunde bäst tryggas av en ledning mellan Wingecarribee Reservoir och Goulburn. Den 81 kilometerlånga ledningen, Highlands Source Pipeline, togs i bruk 21 oktober 2011. Australiens och New South Wales regering anslog 20 miljoner dollar var och kommunen anslog 10 miljoner dollar. Vid både Goulburn Water Treatment Plant och Rossi Weir Pump Station fordrades anpassningsarbeten. Ledningen tilldelades en Engineering Excellence Award av Engineers Australia.

### Järnvägens vattenbruk
Järnvägen mellan Marulan och Goulburn anlades av entreprenören Mark Faviell. För att dra arbetståg importerade Faviell ett ånglok från Storbritannien och detta tog vatten ur Wollondilly River. Då vattnet inte ansågs vara lämpligt för bruk av ånglok blev Faviell den enda att använda flodens vatten till detta ändamål under Goulburns järnvägshistoria. Från och med järnvägens invigning pumpades vatten till ånglok ur Mulwaree River. Järnvägsväsendet kom att anlägga två större dammbyggnader i floden för att tillgodose dess vattenbehov. År 1967 anslöts lokstationen South Goulburn till stadsvattnet och utrustningen i Mulwaree River togs då ur bruk.

## Avlopp
Förslag på att anlägga ett reningsverk och tillhörande ledningsnät hade redovisats sedan åtminstone 1883. Delstatens parlament godkände 1911 bygget av avloppssystem i flera städer, däribland Goulburn. De första anslutningarna till reningsverket hade utförts januari 1919. En upprustning av verket invigdes 1941 och omfattade bland annat ett system där flera kommunägda åkrar skulle konstbevattnas med renat vatten. Ledningsnätet byggaddes ut flera gånger under 1960- och 1970-talen. Stadsdelen Bradfordville anslöts 1962, Eastgrove 1970 och Kenmore 1974–1975. Avloppsnätet består av ungefär 289 kilometer ledningar och 16 pumpstationer. År 2018 var 98 procent av fastigheter i staden anslutna till avloppsnätet. Cirka 150 fastigheter hade däremot septiktankar.
Ett nytt reningsverk, Goulburn Waste Water Treatment Plant, invigdes 21 september 2018 och ersatte det tidigare verket från 1910-talet. Det nya reningsverkets kapacitet kan utökas till att motsvara produktionen från 40 000 personer. Det nya reningsverket banade väg för projektet Goulburn Reuse Irrigation Scheme, som går ut på att använda renat avloppsvatten till konstbevattning av flera sportanläggningar, en golfbana och en park i Goulburn. Det beräknades att dessa skulle förbruka 3,3 miljoner liter dagligen. År 2021 uppgick verkets produktion av renat vatten till 5,5 miljoner liter om dagen. Överflödigt vatten släpps ut i Wollondilly River.

## Vattenskydd
Rossi Weir och Sooley Dam får inte användas för fritidsaktiviteter, detta i syfte att skydda vattenkvaliteten. Markområden med avrinning direkt mot Sooley Dam uteslöts 2020 från en  undersökning av bebyggbar mark runtom Goulburn. Vissa fritidsaktiviteter tillåts vid Pejar Dam. Fågeluppfödning får inte företagas i Pejar Dams avrinningsområde och det rekommenderas att avloppshantering sker minst 150 meter ifrån dammen.

## Karta över viktiga platser
| Teckenförklaring 1–5: Överfallsvärn och dammbyggnader A–B: Vattenverk C: Reningsverk D–E: Övriga platser | Överfallsvärn 1 Marsden Weir 2 Rossi Weir Dammbyggnader 3 Sooley Dam 4 Pejar Dam 5 Wingecarribee Reservoir Vattenverk A Goulburn Pumping Station B Goulburn Water Treatment Plant Reningsverk C Goulburn Waste Water Treatment Plant Övriga platser D Copford Reach E Kingsdale (platsen är ungefärlig) |